# Roue tourangelle 2014
La 13e édition de la Roue tourangelle a eu le 27 avril 2014. La course fait partie du calendrier UCI Europe Tour 2014 en catégorie 1.1.
Elle a été remportée par le Français Angélo Tulik (Europcar) qui s'impose en solitaire devant le Biélorusse Yauheni Hutarovich (AG2R La Mondiale) et son compatriote Adrien Petit (Cofidis) qui étaient présents dans un groupe de poursuite de cinq coureurs.

## Présentation

### Équipes
Classée en catégorie 1.1 de l'UCI Europe Tour, la Roue tourangelle est par conséquent ouverte aux UCI ProTeams dans la limite de 50 % des équipes participantes, aux équipes continentales professionnelles, aux équipes continentales et aux équipes nationales.
Dix-huit équipes participent à cette Roue tourangelle - trois ProTeams, cinq équipes continentales professionnelles et dix équipes continentales :
| UCI ProTeams     | UCI ProTeams | UCI ProTeams |
| Nom de l'équipe  | Pays         | Code         |
| ---------------- | ------------ | ------------ |
| AG2R La Mondiale | France       | ALM          |
| Europcar         | France       | EUC          |
| FDJ.fr           | France       | FDJ          |

| Équipes continentales professionnelles | Équipes continentales professionnelles | Équipes continentales professionnelles |
| Nom de l'équipe                        | Pays                                   | Code                                   |
| -------------------------------------- | -------------------------------------- | -------------------------------------- |
| Androni Giocattoli-Venezuela           | Italie                                 | AND                                    |
| Bretagne-Séché Environnement           | France                                 | BSE                                    |
| Caja Rural-Seguros RGA                 | Espagne                                | CJR                                    |
| Cofidis                                | France                                 | COF                                    |
| RusVelo                                | Russie                                 | RVL                                    |

| Équipes continentales   | Équipes continentales | Équipes continentales |
| Nom de l'équipe         | Pays                  | Code                  |
| ----------------------- | --------------------- | --------------------- |
| BigMat-Auber 93         | France                | BIG                   |
| Bridgestone Anchor      | Japon                 | BGT                   |
| Differdange-Losch       | Luxembourg            | CCD                   |
| La Pomme Marseille 13   | France                | LPM                   |
| Rabobank Development    | Pays-Bas              | RDT                   |
| Roubaix Lille Métropole | France                | RLM                   |
| Veranclassic-Doltcini   | Belgique              | VER                   |
| Vini Fantini Nippo      | Japon                 | VFN                   |
| Vorarlberg              | Autriche              | VBG                   |
| Wallonie-Bruxelles      | Belgique              | WBC                   |

## Classement final
|    | Coureur            | Pays        | Équipe                  |    | Temps           |
| -- | ------------------ | ----------- | ----------------------- | -- | --------------- |
| 1  | Angélo Tulik       | France      | Europcar                | en | 4 h 40 min 35 s |
| 2  | Yauheni Hutarovich | Biélorussie | AG2R La Mondiale        | +  | 12 s            |
| 3  | Adrien Petit       | France      | Cofidis                 |    | 12 s            |
| 4  | Anthony Geslin     | France      | FDJ.fr                  |    | 12 s            |
| 5  | Yannick Martinez   | France      | Europcar                |    | 12 s            |
| 6  | Christophe Laporte | France      | Cofidis                 |    | 15 s            |
| 7  | Julien Fouchard    | France      | Cofidis                 |    | 22 s            |
| 8  | Julien Duval       | France      | Roubaix Lille Métropole |    | 22 s            |
| 9  | Maxime Daniel      | France      | AG2R La Mondiale        |    | 56 s            |
| 10 | Frédéric Amorison  | Belgique    | Wallonie-Bruxelles      |    | 1 min 05 s      |

## Liste des participants
- Liste de départ complète

| Légende | Légende                                                                    | Légende | Légende                                                    |
| ------- | -------------------------------------------------------------------------- | ------- | ---------------------------------------------------------- |
| Num     | Dossard de départ porté par le coureur sur cette Roue tourangelle          | Pos     | Position à l'arrivée de la course                          |
|         | Indique un maillot de champion national ou mondial, suivi de sa spécialité | NP      | Indique un coureur qui n'a pas pris le départ de la course |
| AB      | Indique un coureur qui n'a pas terminé la course                           | HD      | Indique un coureur qui a terminé la course hors des délais |

| FDJ.fr FDJ | FDJ.fr FDJ                     | FDJ.fr FDJ |
| ---------- | ------------------------------ | ---------- |
| Num        | Coureur                        | Pos        |
| 1          | Mickaël Delage (FRA)           | AB         |
| 2          | Kenny Elissonde (FRA)          | AB         |
| 3          | Anthony Geslin (FRA)           | 4e         |
| 4          | Pierre-Henri Lecuisinier (FRA) | 53e        |
| 5          | Cédric Pineau (FRA)            | AB         |
| 6          |                                |            |
| 7          |                                |            |
| 8          |                                |            |

| La Pomme Marseille 13 LPM | La Pomme Marseille 13 LPM  | La Pomme Marseille 13 LPM |
| ------------------------- | -------------------------- | ------------------------- |
| Num                       | Coureur                    | Pos                       |
| 11                        | Benjamin Giraud (FRA)      | AB                        |
| 12                        | Grégoire Tarride (FRA)     | 36e                       |
| 13                        | Thomas Vaubourzeix (FRA)   | AB                        |
| 14                        | Justin Jules (FRA)         | AB                        |
| 15                        | Julien El Fares (FRA)      | AB                        |
| 16                        | Thomas Rostollan (FRA)     | AB                        |
| 17                        | Clément Saint-Martin (FRA) | AB                        |
| 18                        | Julien Antomarchi (FRA)    | AB                        |

| AG2R La Mondiale ALM | AG2R La Mondiale ALM     | AG2R La Mondiale ALM |
| -------------------- | ------------------------ | -------------------- |
| Num                  | Coureur                  | Pos                  |
| 21                   | Sébastien Turgot (FRA)   | 30e                  |
| 22                   | Gediminas Bagdonas (LTU) | 33e                  |
| 23                   |                          |                      |
| 24                   | Maxime Daniel (FRA)      | 9e                   |
| 25                   | Alexis Gougeard (FRA)    | AB                   |
| 26                   | Hugo Houle (CAN)         | 13e                  |
| 27                   | Yauheni Hutarovich (BLR) | 2e                   |
| 28                   | Julian Kern (GER)        | 32e                  |

| Europcar EUC | Europcar EUC           | Europcar EUC |
| ------------ | ---------------------- | ------------ |
| Num          | Coureur                | Pos          |
| 31           | Bryan Coquard (FRA)    | AB           |
| 32           | Jérôme Cousin (FRA)    | AB           |
| 33           | Yohann Gène (FRA)      | AB           |
| 34           | Morgan Lamoisson (FRA) | 29e          |
| 35           | Yannick Martinez (FRA) | 5e           |
| 36           | Bryan Nauleau (FRA)    | AB           |
| 37           | Angélo Tulik (FRA)     | 1er          |
| 38           |                        |              |

| Cofidis COF | Cofidis COF              | Cofidis COF |
| ----------- | ------------------------ | ----------- |
| Num         | Coureur                  | Pos         |
| 41          | Julien Fouchard (FRA)    | 7e          |
| 42          | Egoitz García (ESP)      | AB          |
| 43          | Gert Jõeäär (EST)        | 31e         |
| 44          | Christophe Laporte (FRA) | 6e          |
| 45          | Adrien Petit (FRA)       | 3e          |
| 46          | Stéphane Poulhiès (FRA)  | AB          |
| 47          | Florian Sénéchal (FRA)   | 16e         |
| 48          | Clément Venturini (FRA)  | 51e         |

| Bretagne-Séché Environnement BSE | Bretagne-Séché Environnement BSE | Bretagne-Séché Environnement BSE |
| -------------------------------- | -------------------------------- | -------------------------------- |
| Num                              | Coureur                          | Pos                              |
| 51                               | Armindo Fonseca (FRA)            | AB                               |
| 52                               | Christophe Laborie (FRA)         | AB                               |
| 53                               | Benoît Jarrier (FRA)             | AB                               |
| 54                               | Florian Guillou (FRA)            | AB                               |
| 55                               | Florian Vachon (FRA)             | AB                               |
| 56                               | Anthony Delaplace (FRA)          | AB                               |
| 57                               |                                  |                                  |
| 58                               |                                  |                                  |

| Androni Giocattoli-Venezuela AND | Androni Giocattoli-Venezuela AND | Androni Giocattoli-Venezuela AND |
| -------------------------------- | -------------------------------- | -------------------------------- |
| Num                              | Coureur                          | Pos                              |
| 61                               | Johnny Hoogerland (NED) (Route)  | 44e                              |
| 62                               | Kenny van Hummel (NED)           | 24e                              |
| 63                               | Omar Bertazzo (ITA)              | AB                               |
| 64                               | Matteo Di Serafino (ITA)         | AB                               |
| 65                               | Nicola Testi (ITA)               | 21e                              |
| 66                               | Andrea Zordan (ITA)              | AB                               |
| 67                               |                                  |                                  |
| 68                               |                                  |                                  |

| Caja Rural-Seguros RGA CJR | Caja Rural-Seguros RGA CJR    | Caja Rural-Seguros RGA CJR |
| -------------------------- | ----------------------------- | -------------------------- |
| Num                        | Coureur                       | Pos                        |
| 71                         | Rubén Fernández Andújar (ESP) | 38e                        |
| 72                         | Amets Txurruka (ESP)          | 35e                        |
| 73                         | Antonio Piedra (ESP)          | 27e                        |
| 74                         | Marcos García (ESP)           | AB                         |
| 75                         | Antonio Molina (URU)          | AB                         |
| 76                         | Ramón Domene (ESP)            | AB                         |
| 77                         | Fernando Grijalba (ESP)       | 19e                        |
| 78                         |                               |                            |

| RusVelo RVL | RusVelo RVL              | RusVelo RVL |
| ----------- | ------------------------ | ----------- |
| Num         | Coureur                  | Pos         |
| 81          | Ivan Balykin (ITA)       | 34e         |
| 82          | Timofey Kritskiy (RUS)   | 23e         |
| 83          | Igor Boev (RUS)          | 43e         |
| 84          | Kirill Pozdnyakov (RUS)  | 37e         |
| 85          | Sergey Pomoshnikov (RUS) | 25e         |
| 86          | Leonid Krasnov (RUS)     | 49e         |
| 87          | Roman Maikin (RUS)       | 14e         |
| 88          | Gennadi Tatarinov (RUS)  | 50e         |

| BigMat-Auber 93 BIG | BigMat-Auber 93 BIG       | BigMat-Auber 93 BIG |
| ------------------- | ------------------------- | ------------------- |
| Num                 | Coureur                   | Pos                 |
| 91                  | Frédéric Brun (FRA)       | AB                  |
| 92                  | Flavien Dassonville (FRA) | 12e                 |
| 93                  | Alo Jakin (EST)           | AB                  |
| 94                  | Pierre Gouault (FRA)      | 41e                 |
| 95                  | Dimitri Le Boulch (FRA)   | AB                  |
| 96                  | Maxime Renault (FRA)      | 54e                 |
| 97                  | Théo Vimpère (FRA)        | AB                  |
| 98                  | Yannis Yssaad (FRA)       | AB                  |

| Roubaix Lille Métropole RLM | Roubaix Lille Métropole RLM | Roubaix Lille Métropole RLM |
| --------------------------- | --------------------------- | --------------------------- |
| Num                         | Coureur                     | Pos                         |
| 101                         | Rudy Barbier (FRA)          | AB                          |
| 102                         | Timothy Dupont (BEL)        | AB                          |
| 103                         | Julien Duval (FRA)          | 8e                          |
| 104                         | Jean-Lou Paiani (FRA)       | AB                          |
| 105                         | Romain Pillon (FRA)         | 11e                         |
| 106                         | Baptiste Planckaert (BEL)   | AB                          |
| 107                         | Jimmy Turgis (FRA)          | 17e                         |
| 108                         | Franck Vermeulen (FRA)      | 28e                         |

| Rabobank Development RDT | Rabobank Development RDT | Rabobank Development RDT |
| ------------------------ | ------------------------ | ------------------------ |
| Num                      | Coureur                  | Pos                      |
| 111                      | Emiel Dolfsma (NED)      | AB                       |
| 112                      | Floris Gerts (NED)       | AB                       |
| 113                      | Cees Bol (NED)           | 48e                      |
| 114                      | Piotr Havik (NED)        | 45e                      |
| 115                      | Jeroen Meijers (NED)     | 40e                      |
| 116                      | Maarten van Trijp (NED)  | 22e                      |
| 117                      | Etienne van Empel (NED)  | AB                       |
| 118                      | Ricardo van Dongen (NED) | 47e                      |

| Wallonie-Bruxelles WBC | Wallonie-Bruxelles WBC  | Wallonie-Bruxelles WBC |
| ---------------------- | ----------------------- | ---------------------- |
| Num                    | Coureur                 | Pos                    |
| 121                    | Frédéric Amorison (BEL) | 10e                    |
| 122                    | Quentin Bertholet (BEL) | AB                     |
| 123                    |                         |                        |
| 124                    | Laurent Évrard (BEL)    | 39e                    |
| 125                    | Florent Mottet (BEL)    | AB                     |
| 126                    | Loïc Pestiaux (BEL)     | AB                     |
| 127                    | Robin Stenuit (BEL)     | AB                     |
| 128                    |                         |                        |

| Veranclassic-Doltcini VER | Veranclassic-Doltcini VER | Veranclassic-Doltcini VER |
| ------------------------- | ------------------------- | ------------------------- |
| Num                       | Coureur                   | Pos                       |
| 131                       | Frederik Vandewiele (BEL) | 52e                       |
| 132                       | Serge Dewortelaer (BEL)   | 55e                       |
| 133                       | Steve Bekaert (BEL)       | AB                        |
| 134                       | Wouter Mol (NED)          | 18e                       |
| 135                       | Joeri Stallaert (BEL)     | AB                        |
| 136                       | Hamish Schreurs (NZL)     | AB                        |
| 137                       | Cameron Karwowski (NZL)   | AB                        |
| 138                       | Gilles Devillers (BEL)    | AB                        |

| Differdange-Losch CCD | Differdange-Losch CCD           | Differdange-Losch CCD |
| --------------------- | ------------------------------- | --------------------- |
| Num                   | Coureur                         | Pos                   |
| 141                   | Johan Coenen (BEL)              | AB                    |
| 142                   | Corrado Lampa (ITA)             | AB                    |
| 143                   | Kevin Suarez (BEL)              | AB                    |
| 144                   | Augusto Sánchez Beriguete (DOM) | AB                    |
| 145                   | César Bihel (FRA)               | 42e                   |
| 146                   |                                 |                       |
| 147                   | Luboš Pelánek (CZE)             | AB                    |
| 148                   | Joaquín Sobrino (ESP)           | AB                    |

| Bridgestone Anchor BGT | Bridgestone Anchor BGT | Bridgestone Anchor BGT |
| ---------------------- | ---------------------- | ---------------------- |
| Num                    | Coureur                | Pos                    |
| 151                    | Thomas Lebas (FRA)     | AB                     |
| 152                    | Damien Monier (FRA)    | AB                     |
| 153                    | Miyataka Shimizu (JPN) | AB                     |
| 154                    | Kazuo Inoue (JPN)      | AB                     |
| 155                    | Kenji Itami (JPN)      | AB                     |
| 156                    | Sho Hatsuyama (JPN)    | AB                     |
| 157                    | Takero Terasaki (JPN)  | AB                     |
| 158                    | Kōhei Uchima (JPN)     | AB                     |

| Vorarlberg VBG | Vorarlberg VBG           | Vorarlberg VBG |
| -------------- | ------------------------ | -------------- |
| Num            | Coureur                  | Pos            |
| 161            | Nicolas Baldo (FRA)      | AB             |
| 162            | Adrien Chenaux (SUI)     | AB             |
| 163            | Reinier Honig (NED)      | 46e            |
| 164            | Patrick Jäger (AUT)      | AB             |
| 165            | Christoph Springer (GER) | AB             |
| 166            | Tobias Wauch (AUT)       | AB             |
| 167            | Dennis Wauch (AUT)       | AB             |
| 168            | Nicolas Winter (SUI)     | AB             |

| Vini Fantini Nippo VFN | Vini Fantini Nippo VFN     | Vini Fantini Nippo VFN |
| ---------------------- | -------------------------- | ---------------------- |
| Num                    | Coureur                    | Pos                    |
| 171                    | Grega Bole (SLO)           | 15e                    |
| 172                    |                            |                        |
| 173                    | Alessandro Malaguti (ITA)  | 20e                    |
| 174                    | Riccardo Stacchiotti (ITA) | 26e                    |
| 175                    | Takashi Miyazawa (JPN)     | AB                     |
| 176                    | Yuya Akimaru (JPN)         | AB                     |
| 177                    |                            |                        |
| 178                    |                            |                        |